# Mezonzo (La Coruña)
Mezonzo (llamada oficialmente Santa María de Mezonzo) es una parroquia española del municipio de Vilasantar, en la provincia de La Coruña, Galicia.

## Entidades de población
Entidades de población que forman parte de la parroquia:
- Aguión
- Batán (O Batán)
- Campo da Feira (O Campo da Feira)
- Cernadas
- Corral de San Martiño (O Corral de San Martiño)
- Fachal (O Fachal)
- Faxilde
- Opa
- Orga (A Orga)
- Painzás
- Penedo (O Penedo)
- Priorato (O Priorato)
- Valo (O Valo)
- Vilaboa
- Vilanova
- Iglesiafeita (Igrexafeita)

## Despoblado
- Puente do Sapo (A Ponte do Sapo)

## Demografía
| Gráfica de evolución demográfica de Mezonzo entre 2000 y 2019 |
|                                                               |
| Datos según el nomenclátor publicado por el INE.              |